# Jarnail Singh Bhindranwale
Jarnail Singh Bhindranwale (pendż. ਜਰਨੈਲ ਸਿੰਘ ਭਿੰਡਰਾਂਵਾਲੇ; ur. 12 stycznia 1947 w Rode, zm. 6 czerwca 1984 w Amritsar) – kontrowersyjny lider Damdami Taksal sikhijskiej organizacji edukacyjnej założonej przez jednego z guru. Dążył do rozprzestrzenienia się idei sikhizmu. Przez niektórych sikhów uważany jest za męczennika, przez innych za ekstremistę. Stał na czele sikhijskich separatystów, którzy w 1984 roku schronili się w Złotej Świątyni Sikhów w Amritsar. Zginął w wyniku operacji wojskowej Operacja Niebieska Gwiazda przeprowadzonej przez indyjskie wojsko.